# Staatsschuldencrisis van de Verenigde Staten van 2011
De staatsschuldencrisis van de Verenigde Staten van 2011 is de aanduiding voor een (voorlopig kortstondige) financiële crisis die zich voordeed rond de financiering van de Amerikaanse federale overheid.
De crisis kan gezien worden als een (laat) uitvloeisel van de kredietcrisis: een deel van de problemen vonden hun oorsprong in de kosten van maatregelen die de Amerikaanse (federale) overheid (alsmede de Federal Reserve) ter bestrijding van de kredietcrisis hadden genomen.

## Achtergronden
Hoewel de crisis zich (betrekkelijk) plotseling voordeed, kunnen een aantal reeds langer spelende macro-economische omstandigheden genoemd worden die tot het ontstaan van de crisis hebben bijgedragen, alsmede een aantal aspecten die betrekking hebben op de financiering van de Amerikaanse (federale) staatsschuld.
De crisis zoals die zich in de zomer van 2011 voordeed had niet direct betrekking op een wegvallen van het vertrouwen van beleggers zoals zich dat bij bijvoorbeeld Griekenland voordeed, doch op een politiek conflict over de merites van bezuinigingen van de Amerikaanse overheid, dat speelde onder (grote) druk van het nagenoeg bereikt zijn van het wettelijk plafond aan door de Amerikaanse federale overheid op te nemen leningen. Diepgaande verschillen van inzicht tussen de Democraten en de Republikeinen (met name de conservatieve vleugel daarvan) speelden hierbij een rol.

### Macro-economische aspecten; na-ijl van de in 2007 begonnen recessie

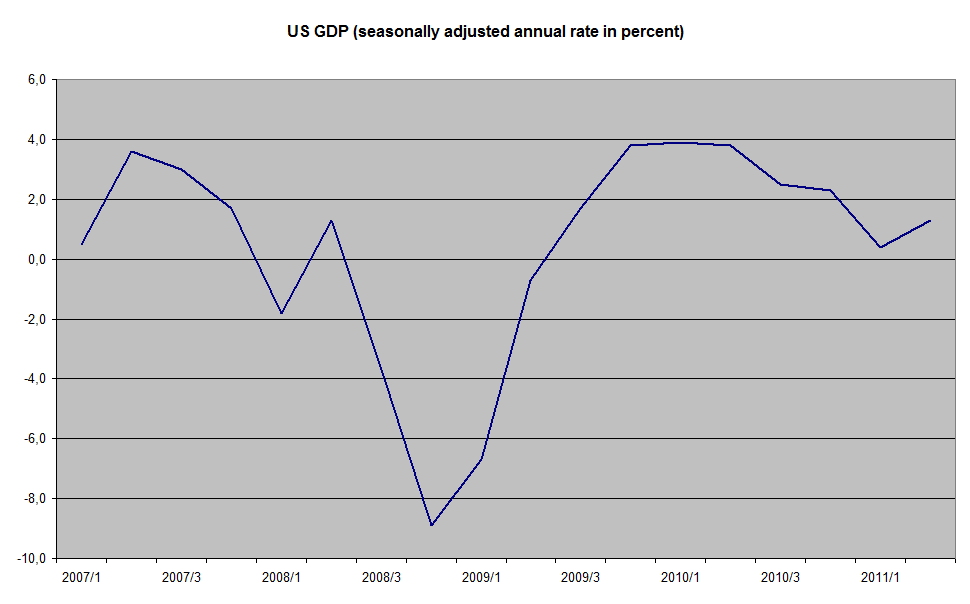
Ontwikkeling van het bbp (Engels: GDP) van de VS vanaf 2007

De conjunctuur van de Verenigde Staten was door de kredietcrisis in het vierde kwartaal van 2008 in een recessie beland, doch reeds in het tweede kwartaal 2009 was de groei weer positief. Het positieve groeicijfer maskeerde echter een aantal ontwikkelingen die reeds langere tijd speelden, en die tot gevolg hadden dat de Amerikaanse economie minder “robuust” was dan uit dat enkele groeicijfer zou kunnen worden afgeleid. Vanaf het begin van 2011 was sprake van een geleidelijke afname van de groei.

### Inkomensverschillen
De inkomensverschillen in de Verenigde Staten, die reeds sinds jaar en dag duidelijk groter waren dan bijvoorbeeld in Europa, waren in de loop der jaren (ook reeds geruime tijd voordat de kredietcrisis begon) significant toegenomen. In 1980 had 11,7% van de Amerikaanse gezinnen een inkomen boven $ 100.000 (gerekend in dollars van 2007); in 2007 was dit 25,8%, zie nevenstaande grafiek. De toegenomen welvaart was daardoor voornamelijk bij de meerverdienende Amerikanen terechtgekomen. De koopkracht van de middenklasse was niet navenant meegegroeid. Dit hing mede samen met het gestage proces van verplaatsing van industriële productie naar lagelonenlanden: voor zover in de VS al sprake was van compenserende werkgelegenheid was dit vaak in de duidelijk slechter betaalde delen van de dienstensector.
Volgens Joseph Stiglitz ging in 2011 bijna 25% van het totale Amerikaanse inkomen naar de 1% met de hoogste inkomens; 25 jaar ervoor was dat 12%; 40% van de bezittingen was in handen van deze 1%, wat 25 jaar ervoor 33% was.

### "Jobless recovery"

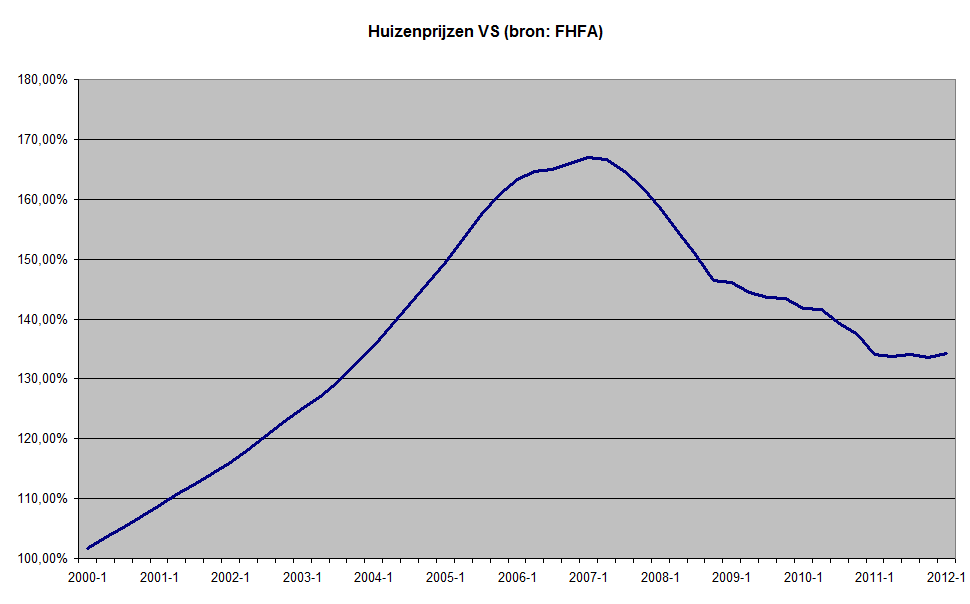
Ontwikkeling huizenprijzen in de VS

Een deel van de middenklasse had in de jaren voor het uitbreken van de kredietcrisis de gevolgen van het niet met de kosten van levensonderhoud meestijgende inkomen ten dele kunnen opvangen door het lenen van geld tegen onderpand van de gestegen waarde van de eigen woning, doch dit proces stagneerde door de daarna (soms zeer sterk) gedaalde woningprijzen. (Zie De Amerikaanse woning- en hypotheekmarkt de oorzaak en de aanleiding van de Kredietcrisis voor een meer gedetailleerde behandeling hiervan.) Medio 2009 werd een dieptepunt bereikt, doch na een bescheiden herstel trad vanaf eind 2010 weer een daling in.

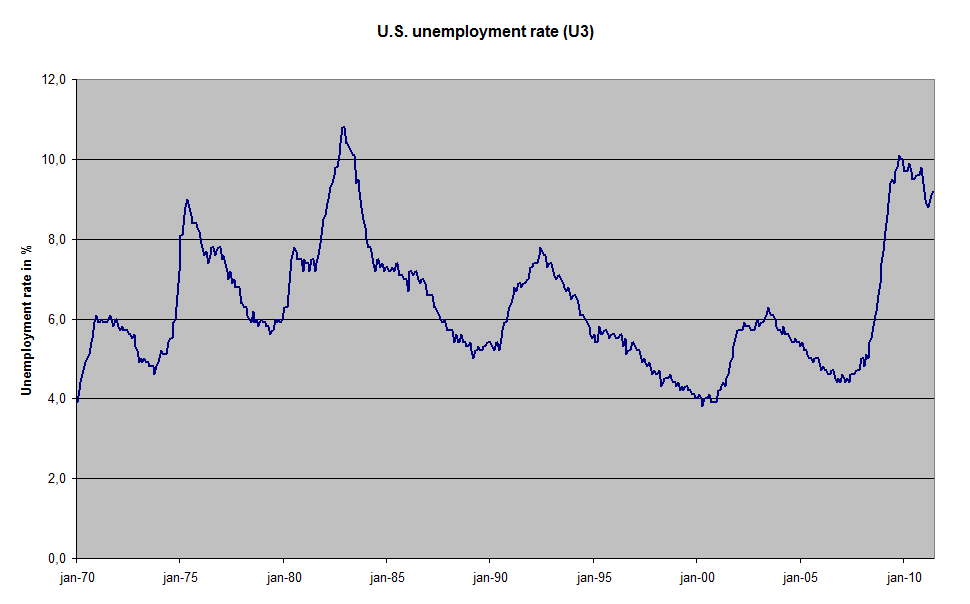
Ontwikkeling werkloosheid VS (U3) vanaf 1970

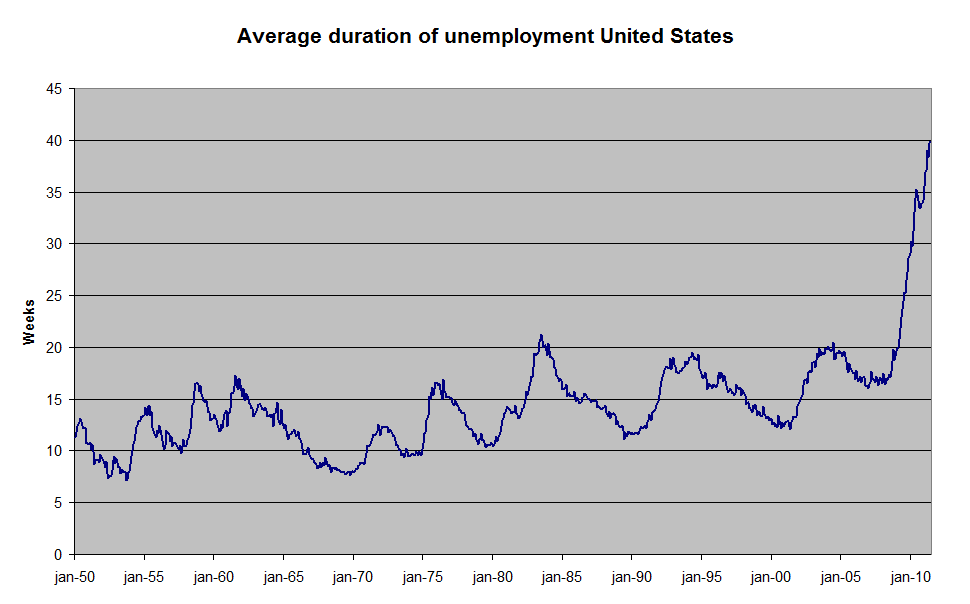
Gemiddelde werkloosheidsduur VS

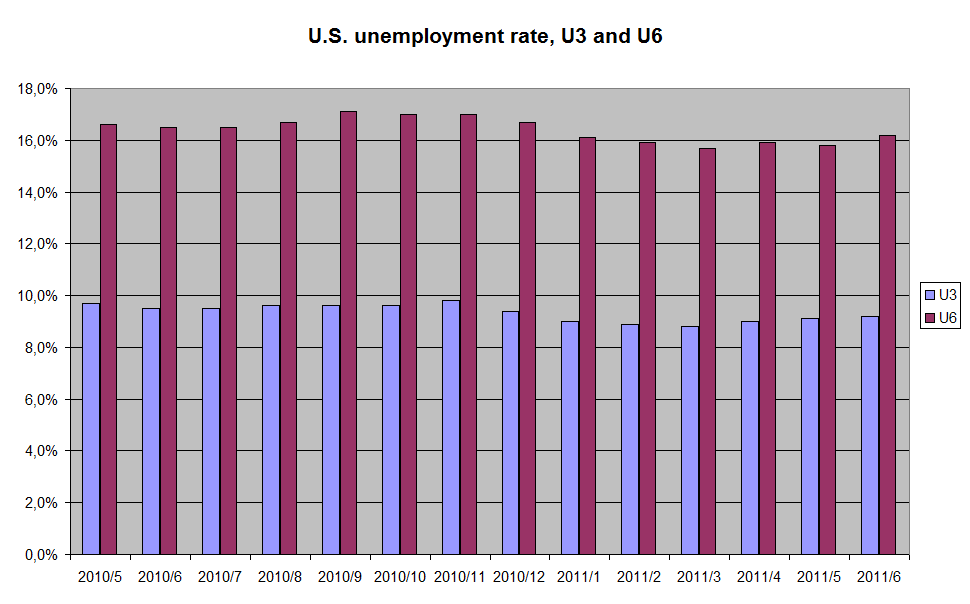
Ontwikkeling werkloosheid VS volgens verschillende definities

Als gevolg van de crisis nam niet alleen de werkloosheid toe tot een niveau dat in circa 30 jaar niet meer voorgekomen was: ook de gemiddelde werkloosheidsduur was opmerkelijk hoog. Opgemerkt wordt dat in de VS diverse definities van werkloosheid gebruikt worden: in de eerste grafiek wordt “U3” weergegeven. Indien tevens rekening gehouden wordt met werklozen die niet (meer) actief naar werk zoeken, en met werkenden die meer zouden willen werken dan ze doen (“U6”), lagen deze percentages aanmerkelijk hoger. De ontwikkeling van U3 versus U6 wordt in de derde grafiek weergegeven.
Voorts werden deze cijfers vertekend doordat een deel van de ondervraagden verklaarde zich niet meer tot de beroepsbevolking te rekenen, en daarmee ook niet meer als werkloos werd beschouwd. Het IMF noemde dit aspect in zijn World Economic Outlook van april 2011:
About a third of the decline in the unemployment rate since October 2009—to 8.8 percent in March—is attributable to a decline in labor force participation, which now stands at its lowest level in a quarter century.
Voor deze situatie, waarbij een herstel van de conjunctuur niet gepaard ging met een herstel van de werkgelegenheid, raakte de term "jobless recovery" in zwang.

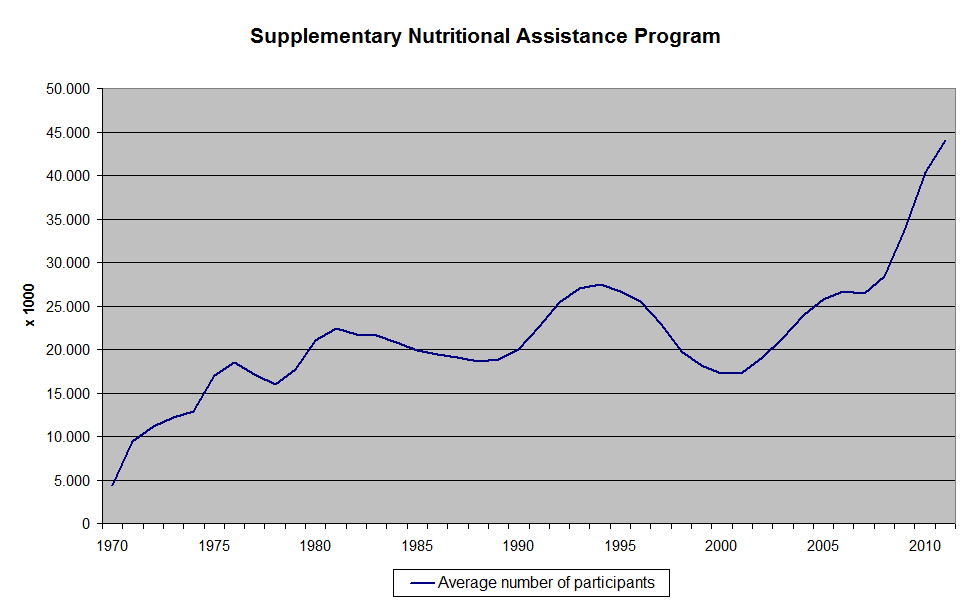
Ontwikkeling deelnemers in SNAP-programma

Een stijgend aantal Amerikanen deed een beroep op de voedselhulp van het "Supplementary Nutritional Assistance Program", in de wandeling bekend als “food stamps”. In 2011 bereikte dit een omvang die, ook gecorrigeerd voor de bevolkingsgroei, nog nooit voorgekomen was.
(De aanduiding “food stamps” verwijst naar de oorspronkelijke vorm van deze steun: men kreeg bonnen uitgereikt waarmee, tot de er op aangegeven waarde, etenswaren betaald konden worden. Inmiddels zijn de bonnen vervangen door een met een bankpas te vergelijken systeem geheten Electronic Benefit Transfer. Of men aanspraak kan maken op deze hulp hangt af van het inkomen (waarbij inkomen uit arbeid deels wordt vrijgesteld), de gezinsgrootte, medische kosten en woonkosten (boven een bepaalde grens). Een rekenvoorbeeld op de website van de met de uitvoering belaste instantie leidde, bij een gezin van 4 personen met een inkomen uit arbeid van $ 1.500 en $ 550 aan “social security”, tot een SNAP-uitkering van $ 321 per maand, in het fiscale jaar van 1 oktober 2009 tot 30 september 2010.)

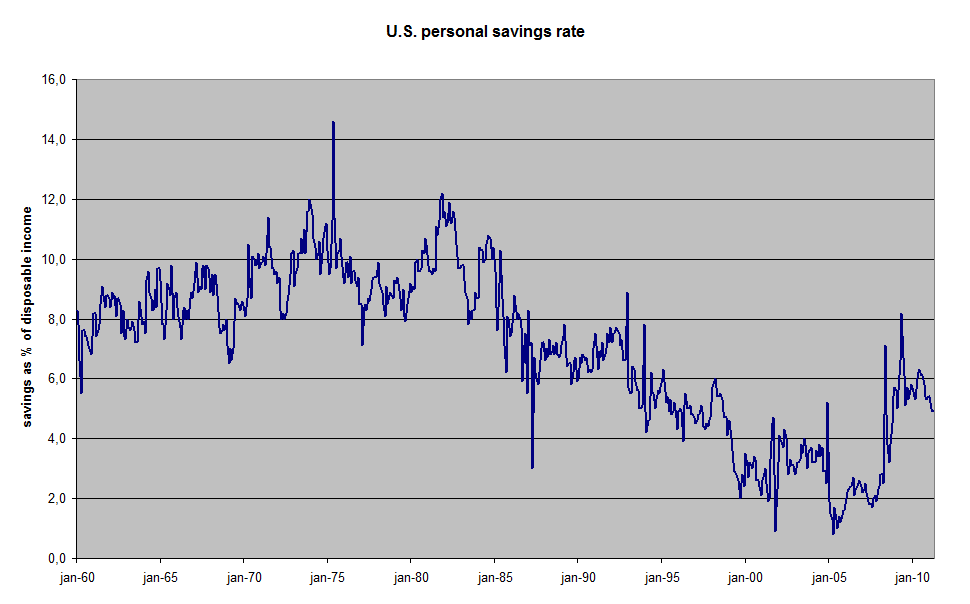
Ontwikkeling spaarquote VS

De inkomenspositie van een groot deel van de Amerikaanse bevolking stond dus al enige jaren onder druk, en de crisis verergerde de toestand. De mogelijkheid om terug te vallen op financiële reserves was voor een groot deel van de Amerikaanse bevolking gering. De geneigdheid tot sparen was in de VS, internationaal gezien, al niet groot te noemen, en de combinatie van een hausse op de huizenmarkt, gevolgd door een instorting ervan, bracht een toenemend aantal Amerikaanse huishoudens in financiële moeilijkheden.
Een toenemend aantal Amerikaanse particulieren vroeg faillissement aan (“Chapter 7”), of deed een beroep op een schuldsaneringsregeling (“Chapter 13”). Voorts werd vermoed dat er een toenemend aantal huiseigenaren was dat, gebukt onder hoge hypotheeklasten, ophield hun hypotheek te betalen. Banken hadden inmiddels een zodanige achterstand bij het uitwinningsproces dat het vaak maanden kon duren voordat men, na te zijn gestopt met betalen, het huis kwijtraakte. (In die gevallen dat de bank eerst een rechterlijke machtiging tot veiling nodig had, kwamen de achterstanden bij de rechtbanken daar nog bij.)
De invloed van de teruglopende financiële ruimte had een duidelijk negatief effect op de economische groei: consumentenbestedingen vormden circa 60% van de totale bestedingen. Het consumentenvertrouwen daalde vanaf de zomer van 2010.

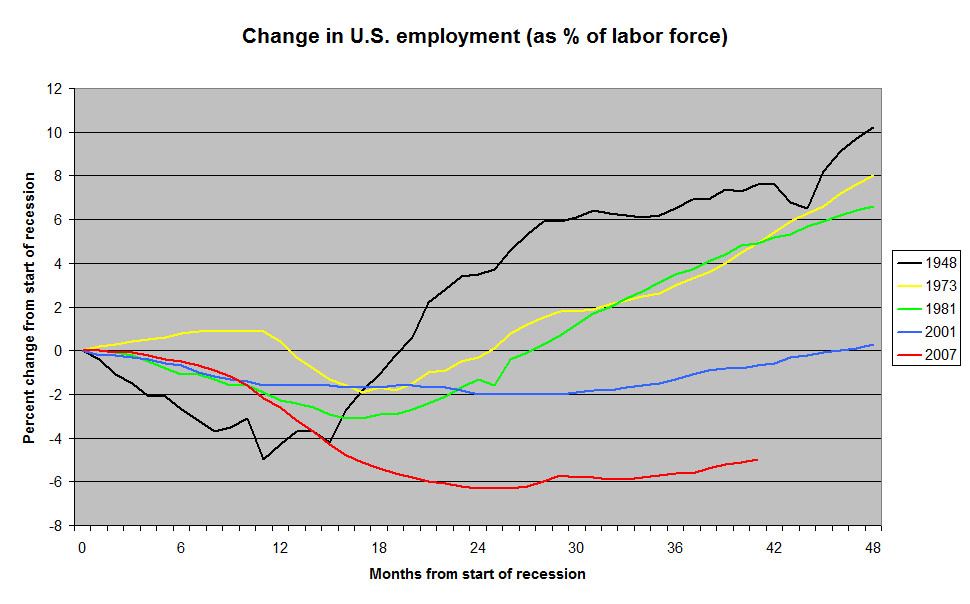
Ontwikkeling herstel werkgelegenheid in VS gedurende 5 recessies

Hoewel de in 2007 begonnen recessie formeel al in juni 2009 weer voorbij was, leidde dit niet tot een herstel van de werkgelegenheid. Niet alleen was deze recessie dieper dan voorgaande perioden van economische krimp, het banenverlies zette zich ook gedurende een (veel) langere tijd door. In nevenstaande grafiek is voor een aantal recessies het banenverlies weergegeven vanaf het begin van de recessie (maand nul), uitgedrukt als percentage van de (toenmalige) beroepsbevolking. Opmerkelijk was dat bij iedere latere recessie het herstel van de werkgelegenheid aanmerkelijk trager verliep: bij de recessie die in 2007 begon was van een volledig herstel zelfs geen sprake meer.

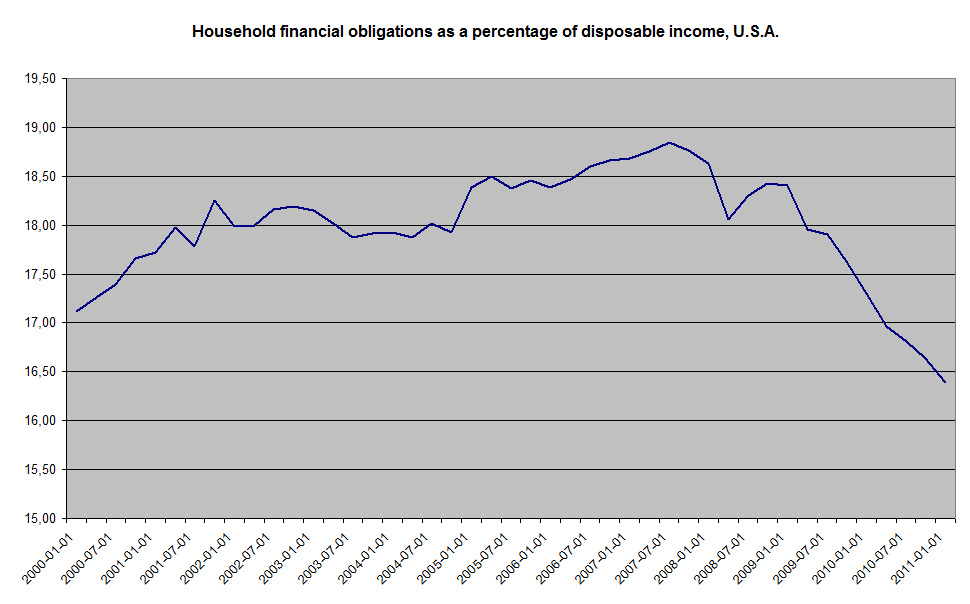
Ontwikkeling financiële verplichtingen Amerikaanse huishoudens als percentage besteedbaar inkomen

Op zich was de kredietcrisis voor de Amerikaanse burgers reden hun schulden terug te brengen. Ook de gedaalde rente leidde ertoe dat hun financiële positie, gemiddeld genomen, verbeterde: een duidelijk geringer deel van hun inkomen ging op aan rente en aflossing. Achter dit gemiddelde ging, uiteraard, echter een duidelijke spreiding schuil.
Samenvattend kan gesteld worden dat zich achter het op zich positieve bbp-groeicijfer een meer genuanceerde en vaak minder gunstige economie bevond. Ieder van de hierboven genoemde omstandigheden voor zich had zich eerder voorgedaan, een dergelijke combinatie van factoren echter niet.

## De financiële positie van de Amerikaanse overheid

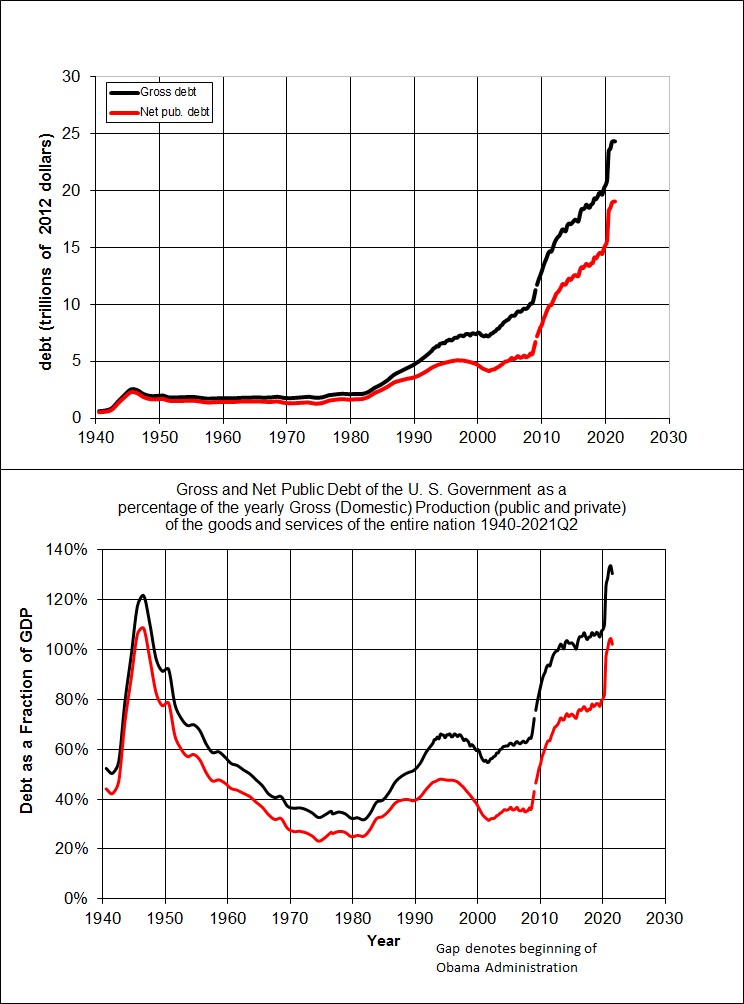
Ontwikkeling Amerikaanse federale schuld

Bij het begin van deze crisis kon de financiële positie van de Amerikaanse (federale) overheid als volgt geschetst worden. De staatsschuld als percentage van het bbp (Engels: GDP) was in de loop van de kredietcrisis sterk gestegen, en bevond zich op circa 70% van het bbp. Een dergelijk cijfer was in de "developed world" geenszins ongebruikelijk. Het overheidstekort lag echter op ruim 9% van het bbp, wat verhoudingsgewijs als hoog te beschouwen was .
Opmerkelijk was dat de Amerikaanse staatsschuld voor een wat groter deel met kortlopende leningen was gefinancierd dan in andere landen, bijvoorbeeld Duitsland, Italië en het Verenigd Koninkrijk, het geval was. Bij de keuze voor kortlopende of langlopende leningen zal een overheid een afweging moeten maken tussen enerzijds het rentevoordeel dat bij kortlopende leningen (bij een normale yieldcurve behaald wordt, en anderzijds de grotere kwetsbaarheid voor een verslechterende marktperceptie ("rollover risk"). Men moet veel frequenter een beroep op de financiële markten doen voor de herfinanciering van vervallende leningen. In het kader van de Kredietcrisis moesten, zoals bekend, overheden op grote schaal steun verlenen aan financiële instellingen. De daarmee gemoeide bedragen moesten uiteraard geleend worden: overheden hebben nu eenmaal geen miljarden "op de plank liggen". Die steun was, in beginsel, bedoeld als van tijdelijke aard: verstrekte leningen zouden moeten worden terugbetaald; deelnemingen in het aandelenkapitaal waren bedoeld om, na verloop van tijd, weer afgestoten te worden. De financiering van die steun vond derhalve vaak plaats met betrekkelijk kort lopende leningen. Bij ongeveer alle overheden die dergelijke steun verleenden kon een (relatieve) toename van de korte financiering waargenomen worden, maar bij de VS was dit in duidelijk sterkere mate het geval.
Dit maakte de VS kwetsbaar voor plotselinge vertrouwenscrises: een daardoor stijgende geldmarktrente zou reeds na korte tijd doorwerken in de voor nieuwe leningen te betalen rente.

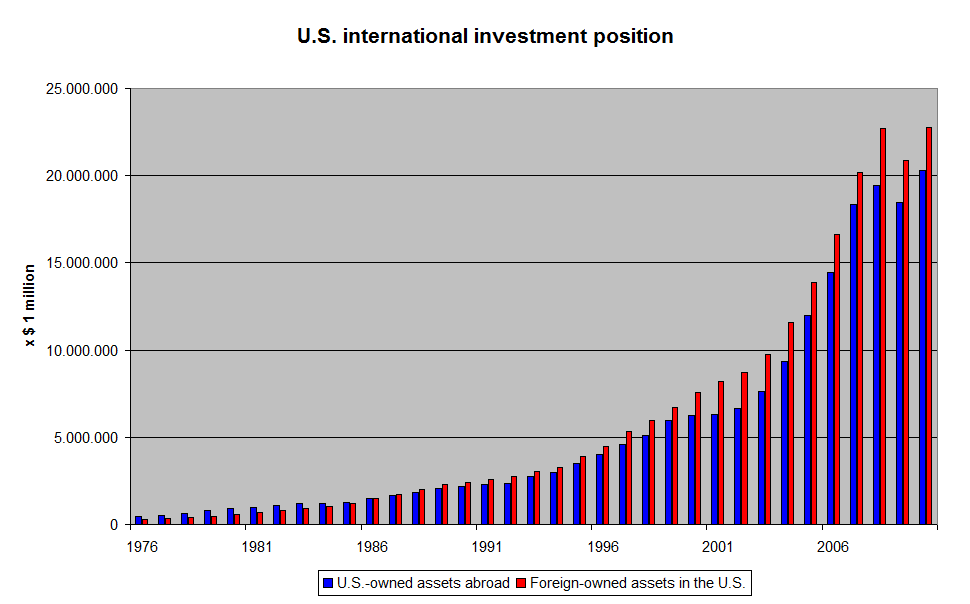
Ontwikkeling verhouding investeringen van VS elders en andersom

De gedurende reeds een reeks van jaren bestaande handelsbalanstekorten hadden ertoe geleid dat de VS in de loop der jaren van netto-crediteur (ten opzichte van de rest van de wereld als geheel) een netto-debiteur waren geworden. Ultimo 2010 had de VS (niet slechts de overheid, doch ook ondernemingen en particulieren) een netto-schuld aan de rest van de wereld van circa $ 2400 miljard. Vermoed werd dat een groot bedrag aan Amerikaanse staatsleningen in handen was van overheden, aan overheden gelieerde beleggingsfondsen (Sovereign Wealth Funds) en centrale banken, doch exacte cijfers waren niet voorhanden.

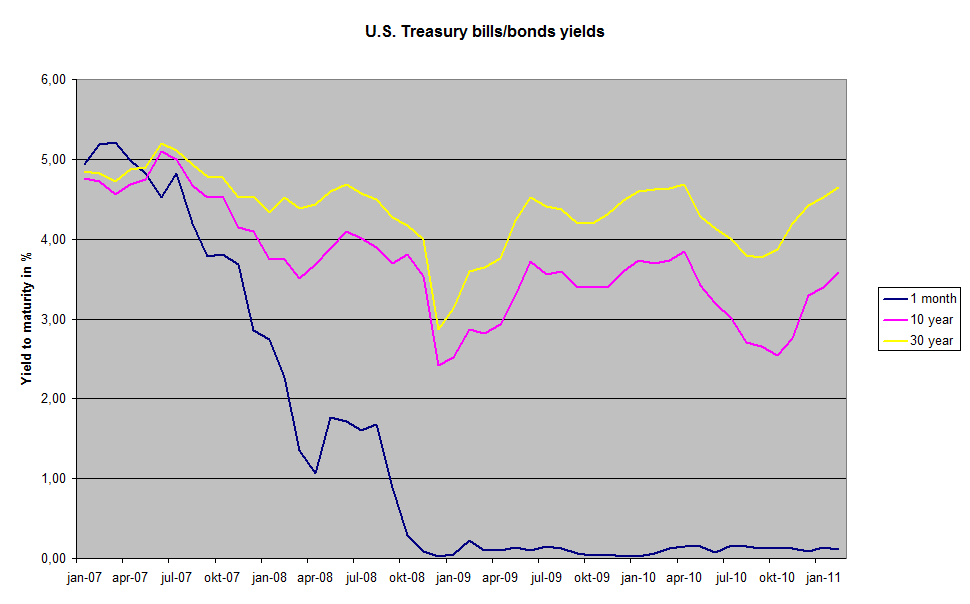
Verloop rendementen Amerikaanse staatsleningen

Door de grote hoeveelheid liquiditeit in het financiële systeem, de AAA-rating van Amerikaanse staatsleningen, de positie van de dollar als reservevaluta alsmede de (relatieve) onaantrekkelijkheid van andere beleggingscategorieën was de financiering van de Amerikaanse staatsschuld geruime tijd geen probleem. Integendeel, de rente die de Amerikaanse overheid betaalde was historisch laag, zowel voor korte als voor lange looptijden.

### "Unfunded liabilities"
Een op de achtergrond spelend doch gestaag in belang toenemend probleem was dat de financiële positie van de pensioenfondsen van ambtenaren van Amerikaanse staten vaak betrekkelijk tot soms zeer slecht was, hetgeen extra uitgaven zou gaan vergen. Hierbij speelde tevens dat lagere overheden zorg dienden te dragen voor de financiering van de ziektekostenverzekeringen van ambtenaren en gepensioneerde ambtenaren.
Moreover, many state and local governments will need to set aside money in coming years to rebuild their employee pension funds after the financial losses experienced over the past couple of years and to fund their ongoing obligations to provide health care to their retired employees. (Bron: Federal Reserve, Monetary Policy Report tot the Congress, July 21, 2010,
Het Congressional Budget Office constateerde in een rapport van mei 2011 dat bijna al deze pensioenfondsen een “onderdekking” hadden:
 By any measure, nearly all state and local pension plans are underfunded, which means that the value of the plans’ assets is less than their accrued pension liabilities for current workers and retirees. (Bron: Congressional Budget Office, The Underfunding of State and Local Pension Plans, May 2011, 
De snel toenemende vergrijzing –de eerste “babyboomers” gingen in of omstreeks 2011 met pensioen- leidde tevens tot een druk op de financiële positie van de Amerikaanse “social security” (te vergelijken met de Nederlandse AOW), alsmede op het stelsel aan aanvullende ziektekostenverzekeringen ("Medicare"). Voor al deze verplichtingen was geen of onvoldoende "spaarpot" gevormd.

### Betrokkenheid van de Amerikaanse overheid bij de woning- en hypothekenmarkt
De problemen op de Amerikaanse woningmarkt hadden ertoe geleid dat de (federale) overheid op grote schaal daarbij financieel betrokken was geraakt. Een greep uit de genomen maatregelen:
- Men had op 7 september 2008 de grote hypotheekbanken (en –garanten) Freddie Mac en Fannie Mae de facto genationaliseerd door ze in “conservatorship” te plaatsen, en had voor $ 100 miljard deelgenomen in het aandelenkapitaal van ieder van deze instellingen; in februari 2009 werden deze bedragen verdubbeld. (De beursnotering werd in het voorjaar van 2010 beëindigd: de koers van die aandelen was reeds lang daarvoor gedecimeerd.)
- Men had in december 2009 toegezegd de verliezen van deze ondernemingen (die reeds meerdere kwartalen achtereen miljardenverliezen hadden geleden) gedurende de jaren 2010, 2011, en 2012 te zullen betalen, zoals dat reeds eerder gedaan was. (Medio juni 2010 bleek hiermee inmiddels een bedrag van $ 145 miljard gemoeid te zijn.
- De Federal Reserve had voor $ 1200 miljard aan mortgage-backed securities op de markt gekocht teneinde die markt te steunen.
- Bij de overname van een aantal in problemen geraakte banken werd financiële steun verleend in de vorm van afgrendeling van (verdere) verliezen voor de overnemende partij.
- De stroom foreclosures had ertoe geleid dat banken in veel gevallen de geveilde woningen zelf hadden ingekocht, in afwachting van betere tijden. Dit belemmerde hun normale bedrijfsvoering in aanzienlijke mate. In september 2010 kondigde Fannie Mae een programma aan waarbij koper van dergelijke woningen uit hun portefeuille hypotheken konden krijgen tegen opmerkelijk soepele voorwaarden (niet meer dan 3% eigen geld, en een FICO-score van 660). Hiermee werd echter het risico op wanbetaling op deze nieuwe hypotheken geschapen.

Voorts werden een groot aantal andere maatregelen genomen; onder meer werd de Amerikaanse overheid (niet geheel vrijwillig) grootaandeelhouder in General Motors. Zie Steunmaatregelen in het kader van de Kredietcrisis#Verenigde Staten voor een zeer onvolledig) overzicht.
De vraag, tot welk bedrag de Amerikaanse overheid nu precies betrokken was bij de crisis, was overigens op ten tijd van het ontstaan van de crisis niet te beantwoorden (en vermoedelijk op geen enkel moment) aangezien een groot aantal steunmaatregelen de vorm aannamen van garanties die soms een looptijd hadden van meerdere jaren. Of en tot welk bedrag op een dergelijke garantie zou moeten worden uitbetaald was echter, uiteraard, niet te zeggen. (In andere landen kwamen en komen dergelijke garanties overigens ook veelvuldig voor.) Een grove raming van het bedrag dat de federale overheid per medio 2010 inmiddels “er in had zitten” zou echter zeker op “circa $ 2000 miljard” zijn uitgekomen. (De Special Inspector General van het TARP-programma noemde in zijn rapport van juli 2010 een bedrag van $ 3700 miljard, doch dit was inclusief verstrekte garanties (waarvan geenszins zeker was dat daarop betaald zou moeten worden, en inclusief leningen waartegenover ontvangen zekerheden stonden.
De hypotheekrentes, die in de loop van 2010 gestaag gedaald waren –de hierboven genoemde partijen verstrekten in feite hypotheken beneden de kostprijs, indien rekening gehouden werd met de eraan verbonden risico’s- begonnen aan het eind van 2010 te stijgen. De tarieven waren nog steeds historisch gezien laag, doch reeds een geringe stijging bleek een psychologisch effect te hebben. In de loop van 2011 trad een daling op: dat deze tarieven niet marktconform waren bleek uit het feit dat vrijwel de gehele markt voor nieuwe hypotheken in handen was van de door de overheid gesteunde hypotheekbanken Freddie Mac en Fannie Mae, alsmede van de overheidsinstantie Ginnie Mae.

### Voortgaande stimuleringsprogramma’s, gevolgd door aankondigingen van bezuinigingen
In het najaar van 2010 werden de tegengestelde opvattingen tussen de overheden in Europa (behoudens, deels, het Verenigd Koninkrijk) en de VS over de aanpak van de problemen steeds duidelijker. In Europa koos men voor soms zeer drastische bezuinigingen op de overheidsuitgaven; in de VS koos men voor (het voortzetten van) diverse vormen van fiscale en monetaire stimulering. Hieraan ten grondslag lag een fundamenteel verschil van mening over de oorzaak van de problematiek: in de VS zag men de te lage economische groei als het centrale probleem, die door Keynesiaanse en andere maatregelen gestimuleerd diende te worden; in Europa zag men te de hoge staatsschulden als het centrale probleem.
Op zich was de financiële positie van de Amerikaanse overheid aan het begin van 2011, vergeleken met andere (ontwikkelde) landen, dus niet eens zo slecht. Het begrotingstekort was echter zodanig dat dit percentage ieder jaar met meerdere procentpunten zou oplopen.

## “Debt ceiling”

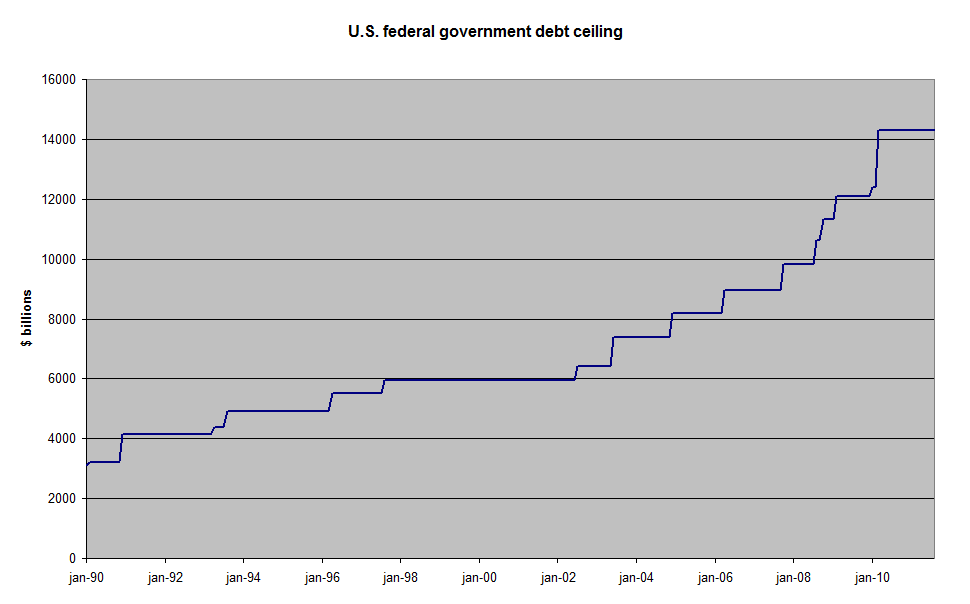
Ontwikkeling wettelijk schuldenplafond VS sedert 1990

Het bedrag van de Amerikaanse staatsschuld is aan een wettelijk plafond gebonden: bij het bereiken van dit bedrag dienen alle niet-essentiële activiteiten direct gestaakt te worden. Echter, sedert het instellen van dit plafond (in 1917) werd dit met grote regelmaat opgehoogd, hoewel zich enkele keren korte perioden voordeden dat een dergelijke "government shutdown" optrad. In april 2011 en later bleek de besluitvorming over een volgende verhoging van de “debt ceiling” buitengewoon moeizaam te gaan. (Op dat moment was de begroting voor het "fiscale jaar" 2011 (lopend van 1 oktober 2010 t/m 30 september 2011) nog niet aangenomen, en werd er met opeenvolgende "noodbegrotingen" gewerkt.)
In het late voorjaar van 2011 werd in feite reeds het schuldenplafond ("debt ceiling") bereikt; het tekort werd voorshands geleend van het pensioenfonds voor federale ambtenaren. Onderhandelingen over verhoging van het plafond liepen (zeer) stroef. Standard & Poor's, Moody's en Fitch waarschuwden dat de AAA-rating van Amerikaanse staatsleningen in gevaar zou komen indien geen oplossing gevonden zou worden. In juni 2011 waarschuwde Fed-bestuurslid James Bullard voor de gevolgen die een ontbreken van een oplossing zou kunnen hebben: de Amerikaanse overheid zou (tijdelijk) als insolvent beschouwd worden. De financiële markten hadden op dat moment nog (ruimschoots) vertrouwen in de soliditeit van de Amerikaanse overheid (zie bovenstaande grafiek van de rendementen op staatsleningen), hoewel hier en daar twijfels vernomen werden. Zo bleek het Total Return Fund van assetmanager PIMCO eind februari 2011 niet slechts zijn positie in Amerikaanse staatsleningen te hebben afgebouwd, doch een "shortpositie" te hebben opgebouwd, waarmee men dus aangaf koersdalingen van die staatsleningen (dus een rentestijging) te verwachten.
Het IMF wees in zijn World Economic Outlook van april 2011 op de hoge Amerikaanse begrotingstekorten en snel stijgende federale schuld:
Also, the fiscal deficit is now projected to reach 10¾ percent this year—the largest among the advanced economies—and gross debt of the general government will likely exceed 110 percent of GDP by 2016. Indeed, the United States stands out as the only large advanced economy where the cyclically adjusted fiscal deficit is expected to increase in 2011 compared with 2010 despite the ongoing economic recovery.
Op 18 april 2011 plaatste Standard & Poor’s de AAA-rating van Amerikaanse staatsleningen op "negative watch": een aankondiging dat een ratingverlaging overwogen werd.
De onderhandelingen tussen het Witte Huis en het (door Republikeinen beheerste) Congres sleepten zich enkele maanden voort. In de tweede helft van juli 2011 nam de spanning gestaag toe, naarmate de “deadline” van 2 augustus 2011 naderde. Er werden diverse plannen ontvouwd, waarbij de Republikeinen uitsluitend uitgavenreducties (met name op Medicare en Social Security) voorstonden, en de Democraten tevens belastingverhogingen, met name voor de rijkste Amerikanen, voorstonden. Bij het niet-bereiken van overeenstemming over het verhogen van het schuldenplafond zou de federale overheid vanaf 3 augustus een groot aantal overheidsdiensten (waaronder bijvoorbeeld parken en musea) moeten sluiten, ambtenaren naar huis sturen, en eventueel zelfs de terugbetaling van kortlopende leningen moeten opschorten. De rating agencies dreigden de AAA-rating van de VS tijdelijk te verlagen indien dit laatste zich zou voordoen. (Opmerkelijk was dat de financiële markten op deze onzekerheid niet noemenswaard reageerden.)
In de laatste dagen van juli 2011 was sprake van een vrijwel volledige patstelling. De kans dat begin augustus expirerende leningen niet zouden worden terugbetaald werd op dat moment weliswaar zeer klein geacht, doch niet meer geheel uitgesloten. De kans dat de VS, op enig moment, de AAA-rating zou verliezen, werd steeds groter geacht.
(Een extra druk werd op het proces gelegd door de publicatie van tegenvallende bbp-cijfers op 29 juli 2011: niet alleen was de meest recente groei lager dan door analisten geraamd, ook werd de groei over voorgaande kwartalen opmerkelijk sterk neerwaarts bijgesteld.)
De  chief economist van een grote Amerikaanse bank beschreef op 28 juli de situatie als "without precedent in modern domestic or international debt negotiations" en noemde een dreigende default "an act of collective insanity".
Op zondag 31 juli bleek een akkoord bereikt te zijn, met in hoofdlijnen $ 917 miljard aan bezuinigingen (over een periode van 10 jaar), het instellen van een commissie die (in november 2011) zou adviseren over circa $ 1.500 miljard aan verdere bezuinigingen, en een verhoging van de debt ceiling met aanvankelijk $ 900 miljard. Het commentaar van de financiële markten was neutraal tot negatief. Op maandag 1 augustus werd dit door het Huis van Afgevaardigden aangenomen. Op 2 augustus keurde de Senaat het bezuinigingspakket goed; dit werd direct tot wet verheven. Moody's handhaafde de AAA-rating met negative outlook. Het Chinese ratingbureau Dagong verlaagde de rating van de VS van A+ tot A. Op 5 augustus 2011 verlaagde S&P de rating van de VS tot AA+.
De commissie (inmiddels in de wandeling aangeduid als Supercommittee) slaagde er niet in om voor de afgesproken datum (23 november 2011 minus 2 dagen voor de parlementaire behandeling) tot een akkoord te komen. Op 17 december 2011 werd een hernieuwde "government shutdown" afgewend: de Senaat keurde de begroting tot het eind van het fiscale jaar 2011 (30 september 2011) goed.